# Nova Machala (Pazardzjik)
Nova Machala (Bulgaars: Нова махала) is een dorp in het zuiden van Bulgarije. Het is gelegen in de gemeente Batak, oblast Pazardzjik. Het dorp ligt 10 km van het dorp Fotinovo, 30 km van Pazardzjik en 120 km ten zuidoosten van Sofia. 

## Bevolking
Op 31 december 2020 telde het dorp Noga Machala 1.982 inwoners, een daling ten opzichte van het maximum van 2.516 personen in 1975.
| Bevolkingsontwikkeling tussen 1934 en 2020          |
| --------------------------------------------------- |
|                                                     |
| Bron: Nationaal Statistisch Instituut van Bulgarije |

Het dorp wordt nagenoeg uitsluitend bewoond door etnische Turken (93%). Er wonen ook kleinere aantallen Roma en Bulgaren.
| Etnische samenstelling van de respondenten (2011) | Etnische samenstelling van de respondenten (2011) | Etnische samenstelling van de respondenten (2011) | Etnische samenstelling van de respondenten (2011) | Etnische samenstelling van de respondenten (2011) |
| ------------------------------------------------- | ------------------------------------------------- | ------------------------------------------------- | ------------------------------------------------- | ------------------------------------------------- |
|                                                   |                                                   |                                                   |                                                   |                                                   |
| Bulgaren                                          | Bulgaren                                          |                                                   | 0,6%                                              | 0,6%                                              |
| Turken                                            | Turken                                            |                                                   | 92,7%                                             | 92,7%                                             |
| Roma                                              | Roma                                              |                                                   | 6,1%                                              | 6,1%                                              |
| Anders/Onbekend                                   | Anders/Onbekend                                   |                                                   | 0,6%                                              | 0,6%                                              |